# Tisztaberek
Tisztaberek es un pueblo ubicado en el distrito de Fehérgyarmat, en el condado de Szabolcs-Szatmár-Bereg, Hungría.

## Superficie
Posee una superficie de 18,23 kilómetros cuadrados.

## Demografía
Hasta 2019 la población era de 718 habitantes, con una densidad de población de 39,39 habitantes por kilómetro cuadrado.